# Supersonic Acrobatic Rocket-Powered Battle-Cars
Supersonic Acrobatic Rocket-Powered Battle-Cars (або ж скорочено SARPBC) — відеогра у жанрі автотранспортного футболу, розроблена й видана американською компанією Psyonix. Гра була випущена у жовтні 2008 року для регіону Північної Америки, а в лютому 2009 для Європи. Кампанія гри складається з серії різноманітних міні-ігор та турнірів проти штучного інтелекту, в які можна грати лише в однокористувацькому режимі. Духовний спадкоємник гри під назвою Rocket League вийшов у липні 2015 року.

## Ігролад
Один або кілька гравців, локально або онлайн, намагаються влучити своїм автомобілем у футбольний м'яч, розмір якого істотно переважає розмір автомобіля, з метою забити гол. Кожен гол оцінюється в одне очко, і перемагає команда, яка набрала найбільше очок після 5 хвилин гри. Гра включає такі механіки, як подвійний стрибок, який дозволяє після стрибка з землі ще раз підстрибнути в повітрі, що дає більшу швидкість у повітрі.

## Сприйняття
| Агрегатор  | Оцінка |
| ---------- | ------ |
| Metacritic | 67/100 |

| Видання  | Оцінка |
| -------- | ------ |
| GameSpot | 6/10   |
| IGN      | 6.5/10 |

Згідно з агрегатором рецензій Metacritic, гра отримала «змішані відгуки».

## Сиквел
У березні 2011 року Psyonix підтвердила, що сиквел знаходиться в розробці, але він далекий від завершення через труднощі з презентацією його видавцям чи отриманням фінансів, необхідних для самостійного видавництва. У вересні 2013 року Psyonix повідомила більше деталей, сказавши, що буде випущена безкоштовна альфа-версія для тестування і вдосконалення на ПК, перш ніж її буде перенесено на консолі. Rocket League була випущена для PlayStation 4 і Microsoft Windows 7 липня 2015 року. Пізніше, список доступних платформ розширили також для PlayStation 5, Xbox One, Xbox Series та Nintendo Switch. 23 вересня 2020 року гра стала безкоштовною.